# Corfinium
Corfinium era un'antica città italica, capitale del popolo dei Peligni. Scavi archeologici presso l'odierna Corfinio, in provincia dell'Aquila, hanno individuato la città nei pressi del fiume Aterno, a 345 metri sul livello del mare. Le indagini hanno evidenziato che la strada principale era la Via Valeria, sorta di proseguimento della Via Tiburtina e collegamento tra Roma e Pescara.

## Storia

### Epoca italica e romana

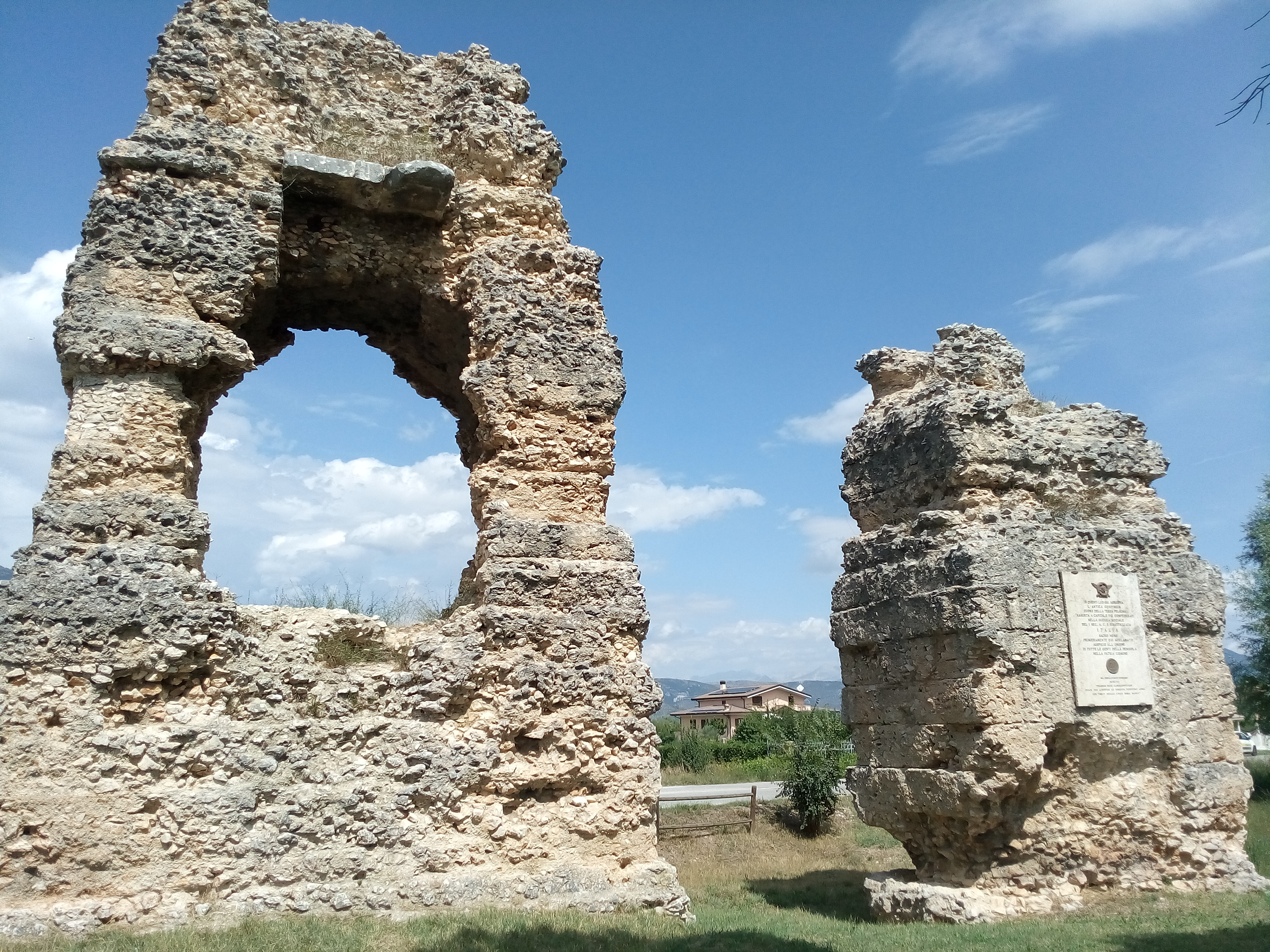
Monumenti funerari di Corfinium

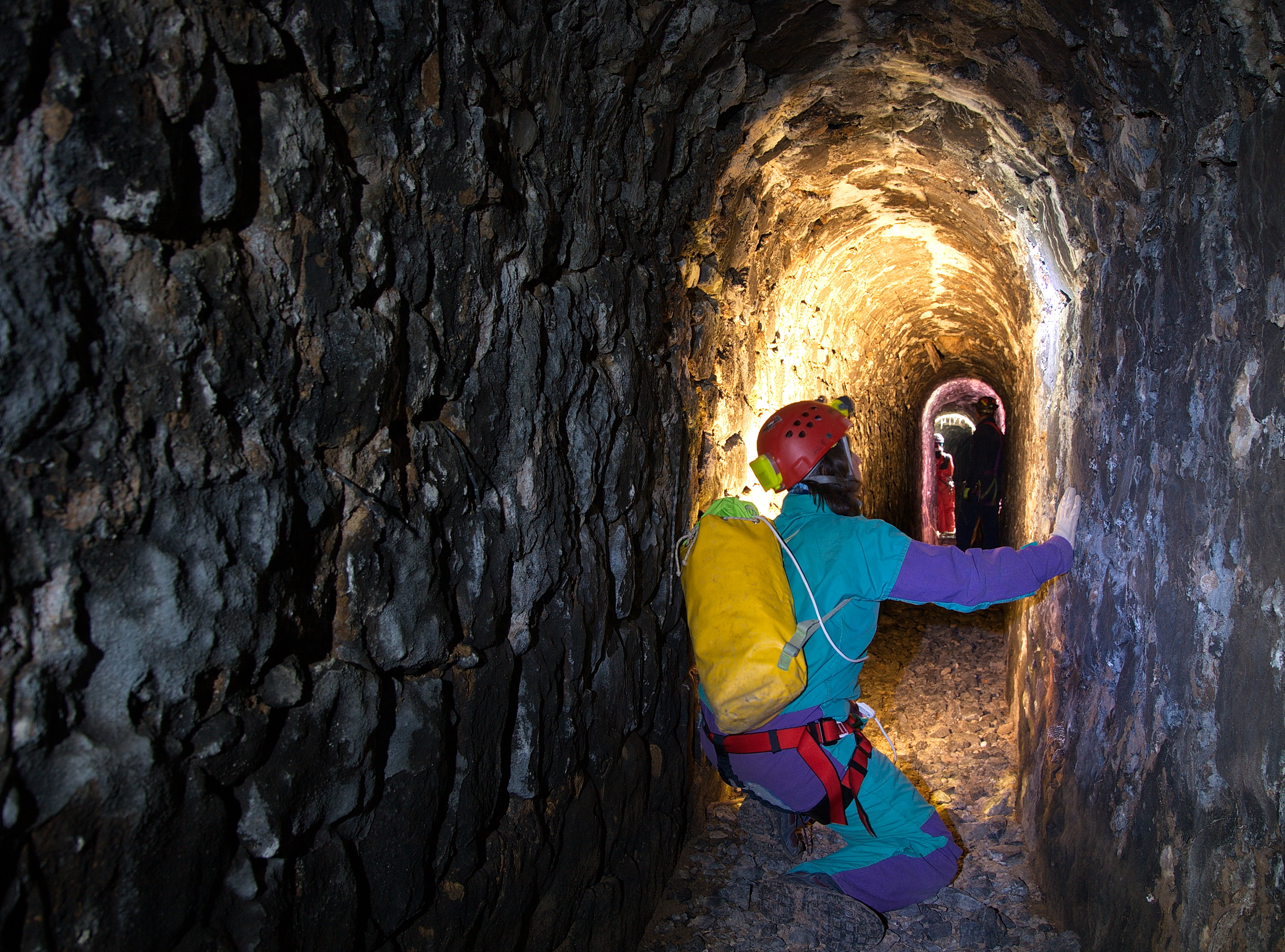
Cunicolo dell'acquedotto delle Vuccole

Capitale dei Peligni, antico popolo italico, fin dal I millennio a.C., conservò tale ruolo fino all'assoggettamento a Roma, avvenuto prima nel III secolo a.C. Con la Lex Julia (90 a.C.) fu trasformata in municipio romano. Successivamente la Lex Licinia Mucia de civibus redigendis del 95 a.C. restrinse i parametri istituiti con la legge precedente: questo fece insorgere la popolazione, ma Livio Druso sovvertì questa nuova legge e restituì ai Peligni la cittadinanza romana, fino a che non venne assassinato.
La neo capitale incominciò a battere moneta poco dopo il 90 a.C., per contrastare il monopolio della numismatica romana, e per sancire materialmente l'importanza politica che comportava la nascita del nuovo stato. La prima moneta coniata mostra una testa femminile coronata di alloro con la scritta ITALIA, un'altra moneta recante la scritta VITELIU, da cui il nome della capitale stessa, testimonia la più antica tradizione del nome "Italia", risalente gli osco-umbri. Tra gli studiosi si è dibattuto sulle origini del termine, dato che questo ricorre anche in Calabria, nell'epoca dell'VIII secolo a.C., ma solo all'epoca della conquista romana, il termine venne esteso in tutta la Penisola. Il termine deriverebbe dall'etrusco "italós", ossia il toro, come è raffigurato nella moneta, che incorna la lupa romana.
Corfinium si ribellò nuovamente quando Quinto Varo fece di nuovo abrogare la legge che istituiva la cittadinanza romana. La rivolta, che coinvolse anche i popoli attigui, portò prima a un'assemblea, alla quale parteciparono tutti i popoli italici, indi alla Guerra sociale e, alla fine, di nuovo, con la pace susseguente, la definitiva cittadinanza romana. Durante la Guerra sociale Corfinium fu scelta come capitale dai socii e ridenominata Italica.
Gli Italici insorti crearono una vera e propria struttura politica sul modello di quella romana. Elessero due consoli, uno dei Marsi, uno dei Sanniti, un'assemblea composta da 500 senatori concludeva l'organo politico, si istituì un fondo statale per coniare delle monete che riproducevano la cerimonia del giuramento di fedeltà degli Italici contro Roma, con il dono delle fedi e il sacrificio delle scrofe. Sul lato opposto della moneta corfiniese più famosa, compare per la prima volta la scritta Italia, intesa come identificazione di un vasto territorio delle varie tribù Italiche. Alla caduta di Corfinio capitale, nel periodo romano quando venne rinominata Pentima sino al 1928, la capitale della Lega nell'88 a.C. veniva trasferita nell'attuale Molise presso Isernia e, quando anch'essa venne espugnata, a Bovianum ossia Bojano, fino alla conquista totale del Sannio.
Nell'89 a.C. il console Strabone propose la lex Pompeia che permetteva ai coloni della Gallia Cisalpina di acquisire la cittadinanza, esempio di come Roma alla fine avesse dovuto per forza piegarsi alle richieste dei popoli italici per non trovarsi annientata. Nel frattempo la guerra sociale in Abruzzo proseguì, ed entrò nella fase del cosiddetto "bellum Marsicum", perché si combatté prevalentemente nel territorio del Fucino. I Marsi accorsero in aiuto degli Etruschi rivoltosi, e furono raggiunti da Strobone, che uccise 15.000 italici, spegnendo di fatto ogni velleità di resistenza. Successivamente mosse su Ascoli per vendicare il massacro del 91, e la città fu rasa al suolo. In quel periodo anche i Peligni e i Vestini si arresero; il controllo della rivolta passò dunque in mano alla tribù dei Pentri, e in aiuto di Roma accorse Silla dalla Campania, distruggendo Pompei, Ercolano e Stabia, fino a giungere a Boviano, territorio storico per le rivolte dei Pentri due secoli prima. Il movimento meridionale sannita di Nola e della Lucania continuò la lotta fino all'82 a.C., mentre Isernia e Corfinio cadevano sotto il controllo di Silla, dopo il massacro dell'altopiano delle Cinquemiglia. Corfinio subì un saccheggio sanguinoso, e fu privata dell'antico nome, venendo chiamata "Valva", e dal Medioevo, come detto, Pentima.
Protagonista Corfinio ancora una volta della Storia d’Italia con Gaio Giulio Cesare che durante la guerra civile assediò la città e fece prigioniero il suo acerrimo nemico Lucio Domizio Enobarbo che poco dopo venne liberato da Cesare con altri senatori e cavalieri (Cesare, De bello civili libro I cap 20-23)
L’atto di clemenza di Corfinio divenne famoso (Cicerone, lettere ad Attico VIII 9,3) e la moderazione di Cesare costituì la parte centrale della sua campagna di propaganda ; tutti credevano che si sarebbe comportato come Mario e Silla giustiziando - per diritto di guerra- immediatamente gli avversari .

### Corfinium sotto Roma
Corfinio, in seguito alla sconfitta italica, fu accorpata di nuovo nel dominio della Repubblica romana, facendo parte del territorio del Sannio. Con l'imperatore Augusto ci fu un riordinamento amministrativo territoriale, e la città fu inclusa nella Regio IV Samnium, rimanendoci sino all'epoca longobarda. La città viene menzionata varie volte dagli scrittori romani, chiamata anche "Italia". Durante l'epoca romana mantenne comunque un privilegio economico insieme a Sulmona perché entrambe si affacciavano lungo la strada della via Tiburtina Valeria, che costeggiava il Vella, e poi il fiume Aterno, sino a raggiungere il porto di Aternum ossia Pescara. Divenne un municipium con quattuorviri, appartenenti alla tribù Sergia.
Scarsi sono i resti archeologici, dato che la città venne più volte saccheggiata dai barbari durante la guerra greco-gotica nel VI secolo d.C., e poi a più riprese dai Saraceni, anche quando si era costituito ormai il nuovo centro di Pentima, nel X secolo. Gli scavi principali furono compiuti da Antonio De Nino tra il 1877-1922 presso l'antica cattedrale di San Pelino fuori le mura, vennero scoperte tombe cristiane ma anche italiche, lungo la strada per Pratola Peligna furono rinvenuti altri sepolcri, con tombe inumate oppure vasi per i corpi cremati, con relativo corredo. Presso la chiesa della Madonna delle Grazie è stato trovato un pezzo dell'acquedotto delle Uccole, presso l'eremo di San Terenziano, costruito sopra un'altura, si sono trovate le tracce di un'antica strada romana che si allacciava alla via Valeria.
Tra le epigrafi rinvenute, interessanti sono quelle che riguardano le sacerdotesse delle dee Cerere e Venere (C.I.L., IX, 3170, 3166, 3167), poi quella che ricorda Dolabella Metilliano, costruttore delle terme (C.I.L., IX, 3152). Si sa per certo che la città romana era dotata di un Foro e una Curia e un macellum fatto rifate da un certo Lucceius, poi delle basiliche, come si rivela dalle epigrafi, ed edifici termali, presenti nell'area archeologica don Antonio Colella e di Sant'Ippolito.

### Da Corfinium a Contea di Valva
Con la caduta dell'Impero romano d'Occidente la storia di Corfinium seguì quella di molte altre città italiane, subendo saccheggi dalle popolazioni barbariche.
Col nome di "Balba - Balva o Valba" si designa la regione abitata dagli antichi Peligni, come dimostra anche la descrizione territoriale della diocesi di Valva, dalle bolle di papa Leone IX, papa Innocenzo II e papa Clemente III. Istituita dai Longobardi, la contea confinava con quella di Teate (Chieti), della Marsica (provincia Valeria) e di Forcona (L'Aquila), venendo tutte quante inglobate nel ducato di Benevento. I confini con Chieti stavano presso il fosso Luparello (Civitaluparella), dove scorre il Sangro, poi con Palena, la valle di Taranta, il guado di Monte Coccia (Campo di Giove), quello di Monte Orsa (il Morrone con le rovine del castello di Roccacasale) fino a Tremonti, presso Popoli. Qui iniziavano i confini con il Contado di Penne, presso la valle Tritana e i monti Sigillo e Cinerario, fino a Forcona, mentre dall'altra parte i confini con la Marsica stavano nel Monte Celico, la terra di Monte Cagno, Rovere (Rocca di Mezzo), Carrito, Colonnella e Campomizzo, dove si trovavano le sorgenti del Sangro, che tornano a scendere nuovamente verso Civitaluparella.

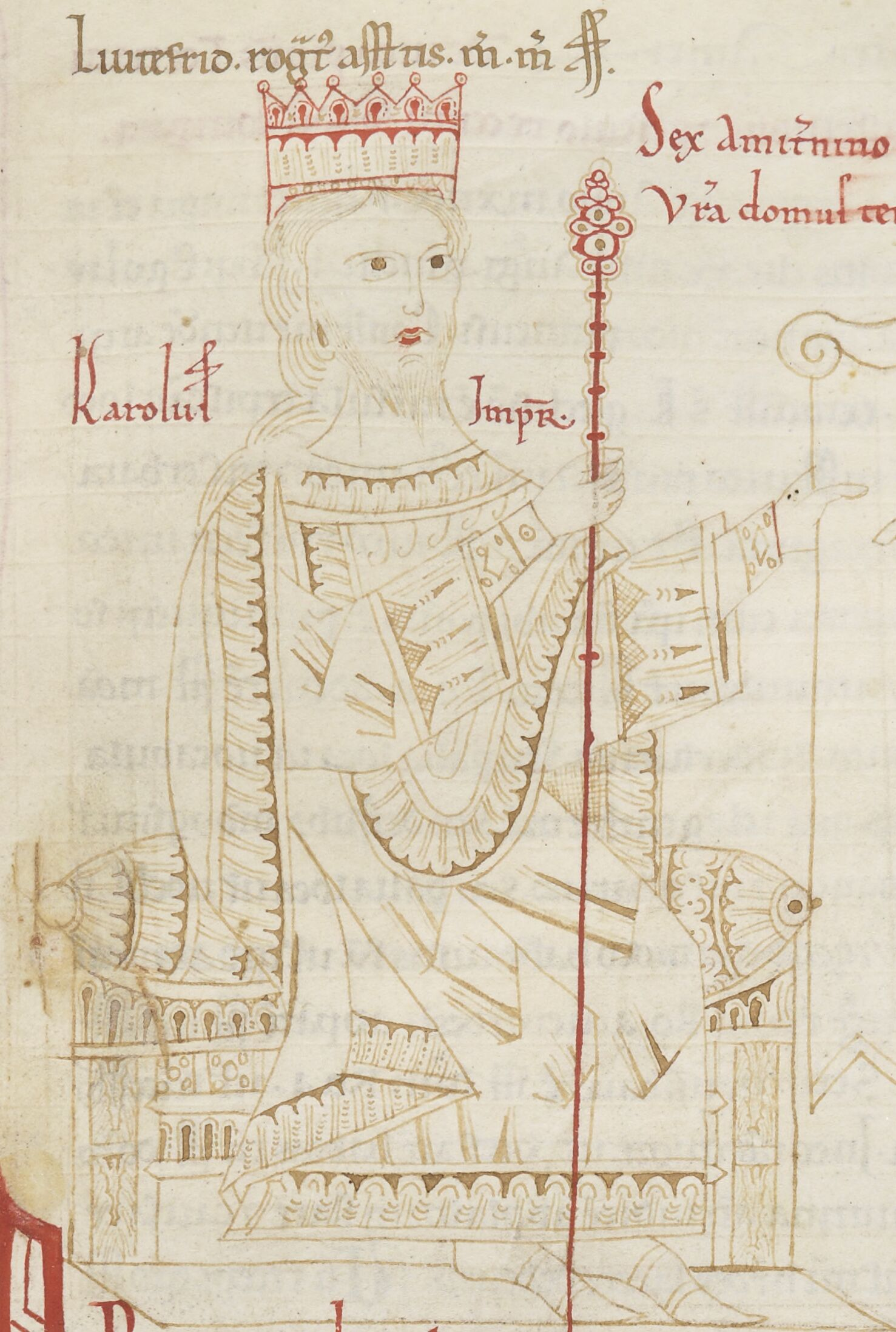
Disegno del Chronicon Casauriense: Carlo il Grosso

Il territorio insomma abbracciava tutta la valle sino ai confini con la Baronia di Carapelle Calvisio, Ofena e Calascio, confinando poi con la valle di Peluino e Subequana, il piano di Sulmona, la valle del Flaturno (il fiume Sagittario, presso Anversa), Cocullo e la piana delle Cinque Miglia fino appunto al Sangro. La dominazione dei Franchi di Carlo Magno lasciò i territori immutati nei loro confini, e l'annessione ci fu nel nuovo ducato di Spoleto dopo la conquista di Chieti nell'801 da parte di Pipino il Breve. Nell'843 la contea di Valva andò a formare la provincia di Marsia insieme al territorio fucense, divenendo un contado autonomo, così come Paolo Diacono nella Historia Langobardorum, annovera nell'Abruzzo le province di Marsia, Reatinus, Furconensis, Valvensis, Teatinus, Pinnensis, Marsicanus.
Il territorio aquilano da una parte (quello dell'antica Amiterno) faceva parte del circondario di Rieti, l'altro ad est, quello con la città di Forcona, era compreso nell'omonimo, dipendendo fortemente dal controllo dei Conti Berardi dei Marsi.
La contea Marsicana si sarebbe creata, secondo una leggenda, per volere della contessa Imilla figlia di Ludovico II, a cui venne donato il feudo di Morino. I primi Conti dei Marsi, ufficialmente con la venuta di Berardo I, e poi di Oderisio, si successero dall'843 al 926. Ildeberto tenne il potere sino all'860, gli successe poi Gerardo che combatté contro i Saraceni invasori, morendo nella battaglia. Nell'871 Ludovico II faceva sorge il potente monastero dell'abbazia di San Clemente a Casauria lungo il fiume Aterno, tra il territorio di Sulmona e quello di Chieti-Penne. Nell'876 sotto Guido di Valva nasceva il monastero di San Rufino in Campo di Valva, sotto la giurisdizione di San Vincenzo al Volturno; suo figlio Lamberto nell'881 sotto Guido, combatté nuovamente contro i saraceni, combattuti sino all'855, poiché si erano nascosti nelle montagne di Torano e del fiume Sangro, incendiando abbazie e villaggi. Dopo la sciagura degli Ungari, nella Marsia faceva le veci di Alberico di Spoleto il visconte Gualdeperto, che guidò la lega papale di Giovanni X contro i Saraceni, debellandoli definitivamente nel territorio della Tuscia. Venendo in un primo momento Alberico ricompensato dal papa, venne ucciso a tradimento i suoi possedimenti usurpati. Pietro, fratello di papa Giovanni, che compì la congiura, concesse la Marsia a Gottifredo figlio di Giuseppe di Rieti. Con l'ascesa al potere di Rodolfo II di Borgona, anche il contado di Marsia divenne ereditario.

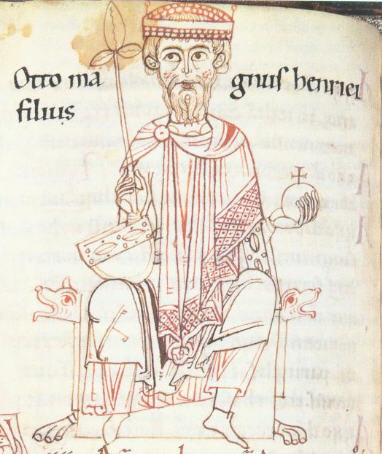
Ottone I di Sassonia

Quando nel 926 Ugo d'Arles scese in Italia per la corona, lo seguì anche un certo Attone di Borgogna, suo zio e parente di Berardo il Francisco, che fondò la contea dei Marsi; mentre il primo installava il presidio del potere a Chieti, Berardo ebbe la Marsia, Rieti, Amiterno e Forcona, inclusa Valva; il territorio venne diviso in 3 gruppi: il Reatino-Amiternino, il Forconese-Marsicano e quello di Valva, con sede del potere il castello di Celano. Nel 937 una nuova ondata di invasioni da parte degli Ungari venuti dalla Puglia sconvolse il territorio abruzzese: il monastero di Sant'Angelo in Flaturno (oggi i ruderi di Santa Maria delle Grazie presso le vicinanze di Anversa degli Abruzzi) veniva saccheggiato ed occupato, vi si consumò un cruento scontro con una carneficina. Gli Ungari furono debellati, e non tornarono più nel territorio. Nel 962 in occasione dell'incoronazione di Ottone I di Sassonia, elargiva a Giovanni XII la conferma delle antiche donazioni di Pipino e Carlo Magno, ad eccezione di Valva, sotto il Conti Marsi, mentre le chiese territoriali come San Pietro in Valva faceva sempre parte di San Vincenzo al Volturno. Durante il governo di Pandolfo di Spoleto, Ottone il 12 febbraio 964 giunse in Abruzzo, acquartierandosi a Raiano, rilasciando un diploma per l'abate di Sant'Angelo di Barreggio (Castrovalva).
Nel 967 ci fu un'altra cerimonia in cui ai Conti dei Masi Berardo e Rainaldo veniva riconosciuta l'unione dei territori sotto la giurisdizione ecclesiastica della chiesa di Santa Giusta. Nuovamente nel 970 Ottone I giunse in Abruzzo, confermando a Grimoaldo vescovo di Valva, i beni della mensa episcopale. A quest'epoca si fa risalire anche la presenza del corpo autentico della Santa Lucia, conservato nell'omonima chiesa presso Prezza, poco distante da Corfinio.

## Reperti archeologici
- Tra i ruderi sono visibili i Murgini, monumenti funerari adiacenti alla basilica concattedrale di San Pelino. Sono monumenti funebri romani del II secolo, costruiti a torre con camera mortuaria. Si trovano vicino alla basilica di San Pelino. Sono chiamati "murgini" perché in dialetto Corfiniese morgia significa pietra. Ciò è confermato da una lapide commemorativa presso la seconda tomba minore. I due blocchi in ciottoli di pietra hanno pianta a torre, e il maggiore presenta ancora il vano centrale per la sepoltura, mentre il secondo assume la classica forma di monolite. In origine i due sepolcri dovevano essere assai decorati, ma le spoliazioni compiute dalla caduta di Roma al Medioevo per la costruzione della nuova città, e i vari terremoti, hanno compromesso nei secoli i due monumenti.
- L'Acquedotto delle Vuccole, detto anche delle Uccole o Buccole, collegava il Castrum Radiani con l'antica capitale italica.
- Area archeologica don Nicola Colella: si divide in Piano San Giacomo: zona della Civita, sono stati scoperti resti di marciapiedi, portici, pavimenti in mosaico. Il tessuto urbano è del II secolo prima di Cristo. Zone come le terme e le domus sono del secolo successivo, quando la città fu trasformata allo stile romano. Vi sono pavimenti in mosaico policromo, un ninfeo in mosaico di pasta vitrea, il peristilo di questa domus era ornato da stucchi e affreschi sul soffitto. Accanto alla domus ci sono le terme con le colonnine dell'intercapedine che permetteva il passaggio al calidarium. La seconda è l'area del tempio italico: presso la strada provinciale per Pratola Peligna, si trova il santuario del I secolo. Si vedono il podio, il sacellum a mosaico. Gli oggetti votivi come statuette sono conservate nel museo archeologico civico.

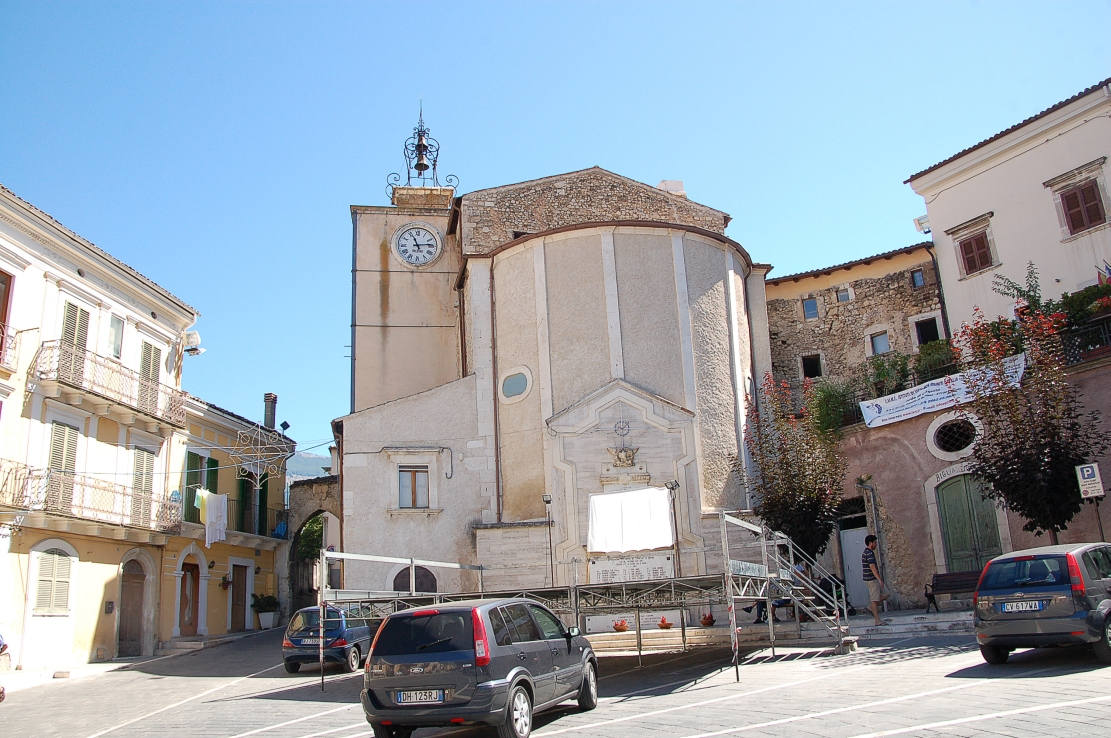
Piazza Teatro, in parte è visibile la cavea, poi l'abside della chiesa di San Martino

- Reperti del Museo civico archeologico Antonio De Nino: si trova in Piazza Corfinium, il museo è diviso in due livelli, il primo al piano terra ricostruisce lo studio del famoso archeologo abruzzese, mentre al primo piano ci sono 10 sale espositive che documentano il periodo storico dal Neolitico al Medioevo nel territorio della valle peligna. Dell'epoca italica molte sono le statue e oggetti sacri e privati trovati negli scavi del territorio, e presso anche le zone vestine e del Tirino. Opere di interesse come una fabula è stata trovata nel santuario di Ercole presso Sulmona. Altre opere tarde del I secolo sono cammei, raffiguranti l'imperatore Claudio per esempio, mentre di grande valore storico è la moneta italica coniata dai peligni, con scritto ITALIA, durante il periodo della guerra sociale contro Roma.
- Piazza del Teatro: la piazza del Teatro (dove si trova l'abside della chiesa di San Martino) conserva la pianta ad ellisse, e agli angoli si trovano i bastioni del teatro, che ora servono come contrafforti delle case medievali. Il teatro fu costruito dopo la conquista di Corfinium nel I secolo a. C.,aveva un diametro di 75 metri e una capienza di circa 4000 posti. Dopo il terremoto il teatro, in parte ancora esistente, fu smontato e una lapide è stata posta all'esterno della basilica vslvense, che recita T. MITTIUS P(ublius) F(ilius) CELER. IIIIVIR QUINQ(ennalis) THEATRUM. MUNDUM. GRADUS. FACENDOSI. CURAVIT.